# Krajnidel
Kranidell en albanais et Krajnidel en serbe latin (en serbe cyrillique : Крајнидел) est une localité du Kosovo située dans la commune/municipalité de Kamenicë/Kosovska Kamenica, district de Gjilan/Gnjilane (Kosovo) ou district de Kosovo-Pomoravlje (Serbie). Selon le recensement kosovar de 2011, elle compte 131 habitants, tous albanais.

## Histoire
Sur le territoire du village se trouvent les vestiges d'une forteresse remontant à l'Antiquité ; ils sont proposés pour une inscription sur la liste des monuments culturels du Kosovo. La mosquée du village, construite en 1928, est elle aussi proposée pour une inscription kosovare.

## Démographie

### Évolution historique de la population dans la localité
| 1948 | 1953 | 1961 | 1971 | 1981 | 1991 | 2011 |
| ---- | ---- | ---- | ---- | ---- | ---- | ---- |
| 628  | 633  | 592  | 491  | 378  | 386  | 131  |

|  |